# Maks and the Minors
Maks and the Minors war eine Rockband aus Hamburg. Ihre Musik setzt sich aus Elementen von Rock, Polka, Ska und Pop zusammen. Die Texte sind in Englisch.

## Geschichte
1998 gründeten Max Kretzenbacher und Jakob Deiml während ihrer Schulzeit die Band Collateral Damage, die 2001 in Eigenregie eine EP mit dem Titel  Demon veröffentlichte. Nach dem Ende der Schulzeit wurde die Band aufgelöst.
Im weiteren Verlauf des Jahres 2004 kam es dann zu einem erneuten Zusammenschluss der ehemaligen Bandmitglieder, diesmal aber unter dem Namen Maks and the Minors. Als sie 2006 ihr erstes Album Movin’ Out fertiggestellt hatten und es im Rahmen einer privaten Veranstaltung ihres Plattenlabels Politur/Membran international präsentierten, war zufällig Ken Hensley (Ex-Uriah Heep) anwesend. Er zeigte sich von Maks and the Minors beeindruckt und beschloss, die Produktion des Albums zu übernehmen. 
Der ursprünglich geplante Veröffentlichungstermin wurde verschoben; die Songs des Albums wurden nach einigen Änderungen im März 2007 im spanischen Alicante neu aufgenommen. Bei drei Stücken spielte Hensley selbst die Hammond-Orgel ein. Im Oktober 2007 wurde das Album unter dem Titel Movin' Out schließlich veröffentlicht.
Aus beruflichen Gründen verließ Sebastian Helm die Band im Juni 2008. Ende 2008 begann die Band mit den Aufnahmen für ihr zweites Album, für das diesmal nur analoges Equipment benutzt wurde. Es trägt den Titel Good Morning, Samsara! und wurde im Juli 2009 veröffentlicht. Ihr letztes Konzert spielten Maks and the Minors im Juli 2011 auf dem Skandaløs-Festival in Schleswig-Holstein. Die Band entschied nach sieben Jahren, sich anderen Projekten zu widmen.

## Diskografie

### Alben
- Demon (2001) (EP, als Collateral Damage)
- Movin’ Out (2007)
- Good Morning, Samsara! (2009)